# Kremser Hafen- und Industriebahn
| Kremser Hafen- und Industriebahn                                          | Kremser Hafen- und Industriebahn |
| ------------------------------------------------------------------------- | -------------------------------- |
| Eisenbahnbrücke der Kremser Hafenbahn über den Kremsfluss "An der Schütt" |                                  |
| Streckenlänge:                                                            | 20 km                            |
| Spurweite:                                                                | 1435 mm (Normalspur)             |
| Maximale Neigung:                                                         | 14 ‰                             |
| Minimaler Radius:                                                         | 100 m                            |
| Streckengeschwindigkeit:                                                  | 25 km/h                          |
|                                                                           |                                  |

Die Kremser Hafen- und Industriebahn (HIB) ist die Hafenbahn der Stadt Krems an der Donau in Österreich. Eigentümer der Anschlussbahn ist die Kremser Hafen- und Industriebahn Ges.m.b.H., die zu 100 % der Stadt Krems gehört. Betreiber ist seit 1. April 2018 CargoServ.

## Geschichte
Der Hafen von Krems wurde kurz vor dem Zweiten Weltkrieg erbaut. Hauptsächlich wurden landwirtschaftliche Erzeugnisse und Stahlprodukte verladen.
1945 wurden als Kriegsfolge drei Kräne demontiert. Sie wurden erst 1958 wieder aufgebaut. Gegen Ende der 1950er Jahre erfolgte eine vollständige Sanierung der Bahnanlagen. 1969 wurde die erste Kranbrücke montiert.
Mit dem Ausbau des Donaukraftwerkes Altenwörth 1974 begann die Befestigung des Nordufers des Hafens, wodurch weitere 500 Meter Kaimauer entstanden. Die Erweiterung der Gleisanlagen erfolgte durch die Hafen- und Industriebahn Ges.m.b.H.
Die Kremser Hafen- und Industriebahn Ges.m.b.H., die zuvor den Betrieb selbst führte, hat mit 1. April 2018 die Betriebsführung an die CargoServ übertragen. CargoServ übernahm die Verantwortung für die gesamte Schieneninfrastruktur und stellt Lokomotiven für den Rangierbetrieb.

## Technische Einrichtung

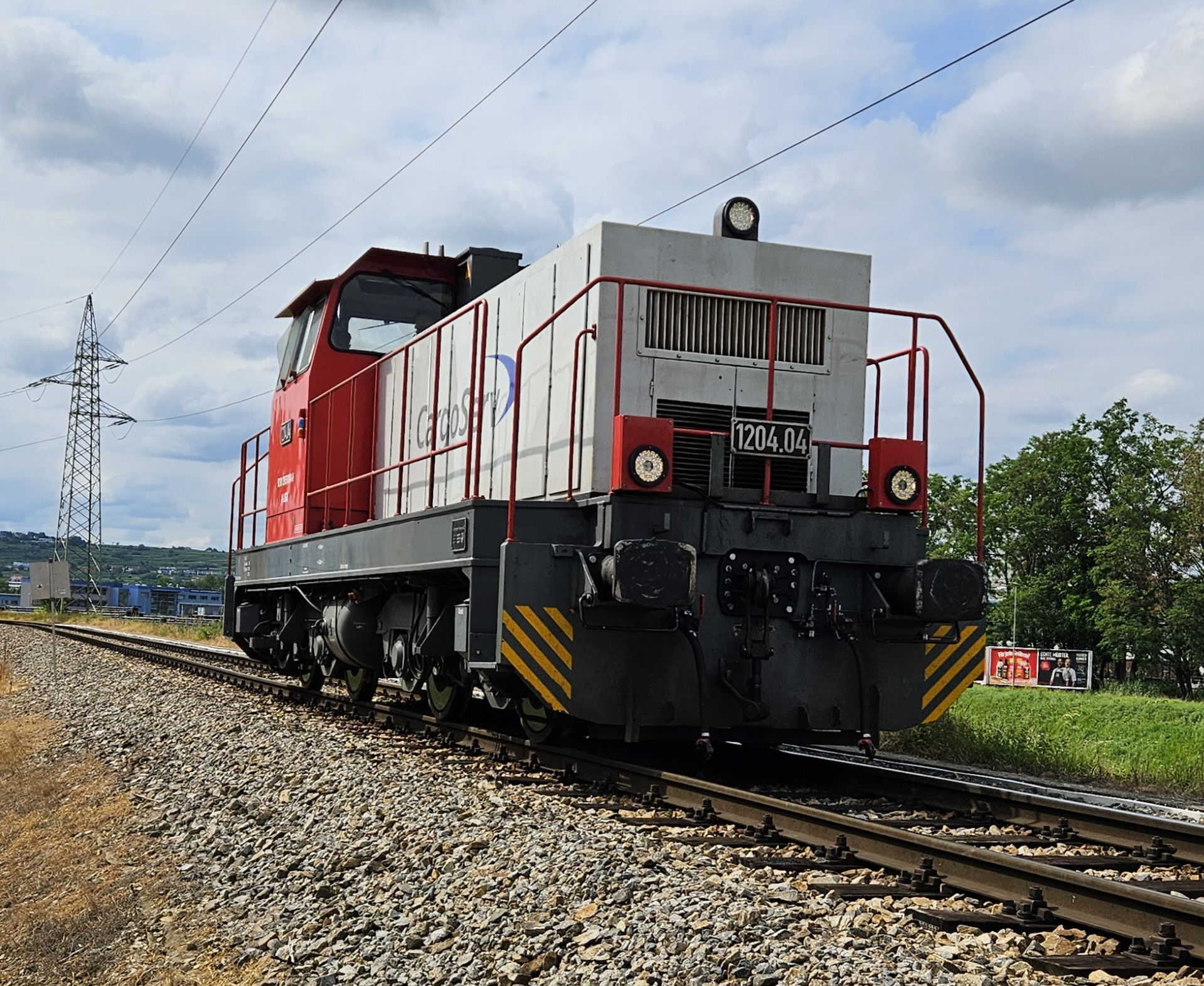
Diesellok 1204.04 auf der Kremser Hafenbahn (2024)

Innerhalb des Hafens sind 20 km Gleise verlegt. Der Güterverkehr wird mit Diesellokomotiven durchgeführt. Die maximale Zuglänge auf der Anschlussbahn beträgt 640 m.
Die HIB besitzt Gleisanlagen im Übergabebahnhof Krems-Rohrendorf sowie in den Hafengebieten Süd und Nord einschließlich der Stammgleise auf dem Dynea-Gelände. Dazu besteht noch die Verbindung zu voestalpine Krems, die jedoch im Firmengelände eigene Gleisanlagen besitzt. Die Güterzüge werden im Bahnhof Krems an der Donau Nord umgestellt.